# Palais Lelewel

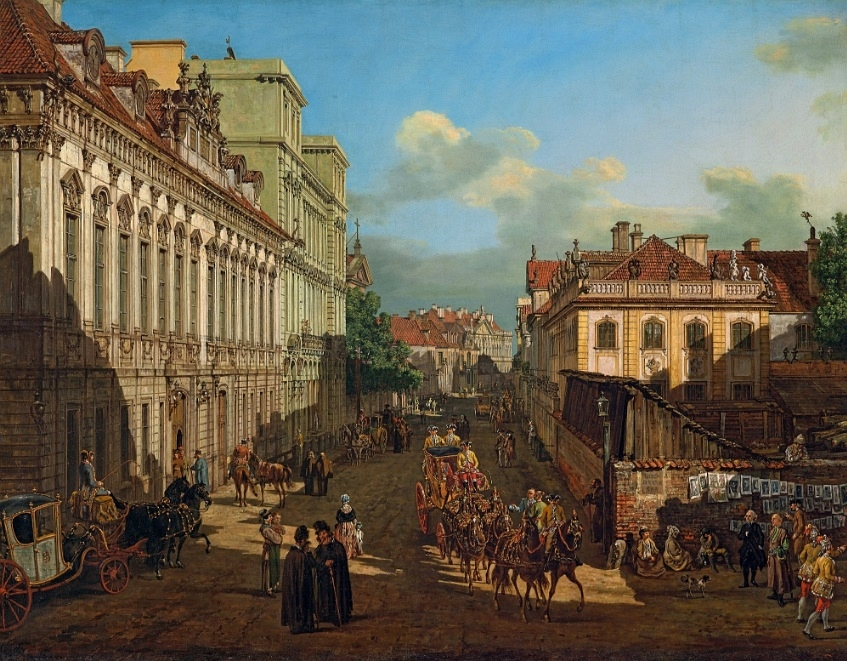
Miodowa-Straße in Warschau (Canaletto 1777)
Palais Lelewel linke Straßenseite am Ende
(Bildmitte, vor dem Gebäude in der kreuzenden Długa-Straße)

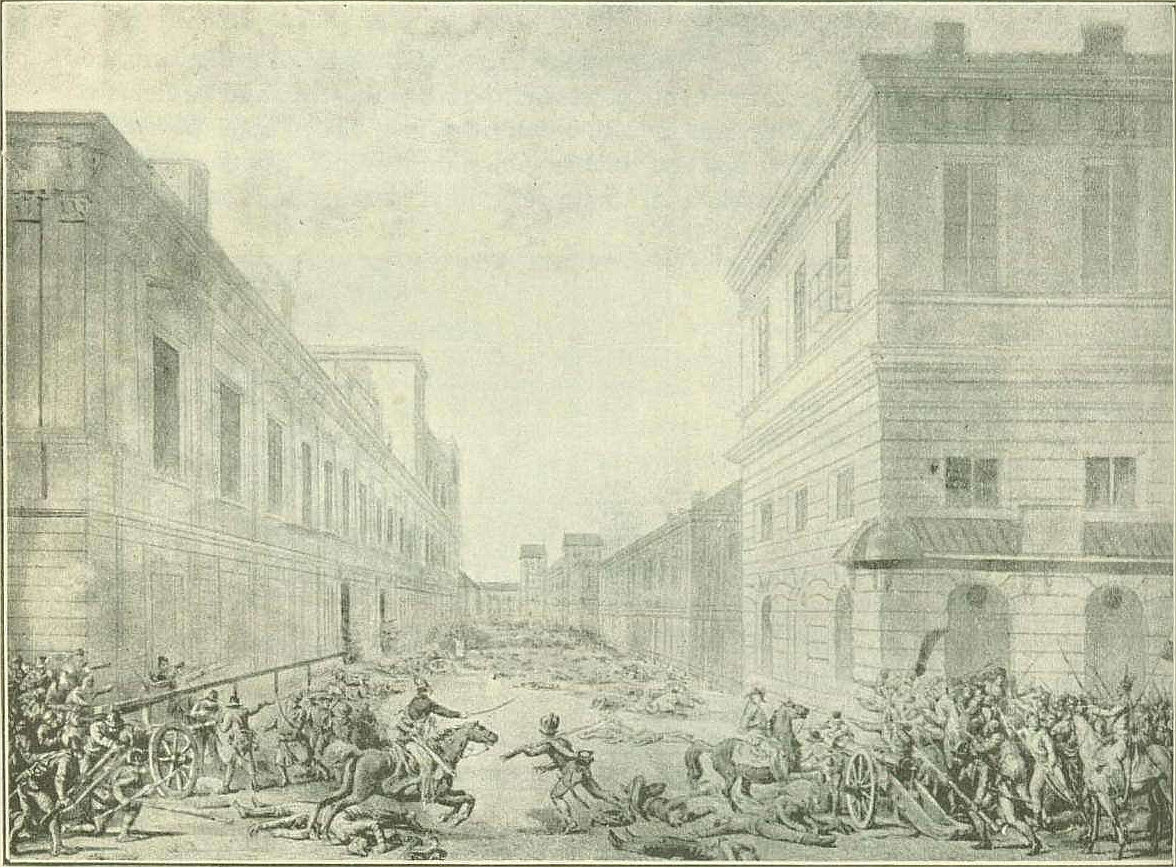
Miodowa-Straße während des Kościuszko-Aufstandes 1794 (Jean Pierre Norblin de La Gourdaine)
Palais Lelewel linke Straßenseite am Ende
(Bildmitte, vor dem Gebäude in der kreuzenden Długa-Straße)

Das Palais Lelewel wurde 1755 von Ephraim Schröger im Auftrag von Constance Lölhöffel von Löwensprung geb. Jauch im Stile des Rokoko in Warschau erbaut. Benannt wurde das Palais entsprechend der von Constance von Lölhöffel später verwendeten, polonisierten Form ihres Namens: Lelewel. Das Palais lag in der Miodowa-Straße, im 18. Jahrhundert wegen ihrer Paläste auch Pałacowa-Straße genannt.

## Vorgängerbauten
Ursprünglich befand sich auf dem Grundstück ein hölzernes Palais, das Krzysztof Gembicki († 1659) gehörte. Gembicki war zuletzt Kastellan von Gnesen und Woiwode von Inowrocław. Das Gebäude wurde durch schwedische und brandenburgische Truppen in den Zeiten des Chmelnyzkyj-Aufstands zerstört. 1662 errichtete der neue Eigentümer Stanisław Razicki ein neues hölzernes Palais. Der Komplex gelangte in der Folge in den Besitz des Wojwoden von Sieradz Aleksander Kazimierz Szembek (1682–1756). Er ließ 1739 bis 1740 einen neuen Ziegelbau errichten, von dem nur der Grundriss in dem erhaltenen schematischen Gesamtplan späterer Erweiterungen enthalten ist. Von ihm erwarb 1752 die Bauherrin des Palais Lelewel den auf der rückwärtigen Seite bis zu Długa-Straße reichenden Grundbesitz.

## Erweiterung
Schröger, auf den wohl deshalb die Wahl als Architekt fiel, weil er zuvor für Joachim Daniel Jauch im Sächsischen Bauamt tätig war, errichtete für die Bauherrin unter Beibehaltung des vorhandenen Corps de Logis den Vorderbau und die Flügelbauten im Hof. Die Anlage „ist zweifellos nach dem Vorbild Pariser Hotels“ (vgl. Hôtel particulier) erbaut worden, die durch die Stiche der Architekturwerke von Mariette (1727 bzw. 1738) und J.F. Blondel (1752) bekannt waren. Schröger nutzte bei seiner Planung geschickt die Unregelmäßigkeiten des Grundrisses. Auch für die Inneneinrichtung erhielten sich die Entwürfe. An der Rückseite des Treppenhauses war ein Wandgemälde vorgesehen. Das nur in Einzelheiten abweichende Vorbild dieser Wanddekoration war die Treppe zum Appartement des Princes im Schloss Versailles, die durch einen Stich in dem 1738 erschienenen dritten Band von Mariettes L’Architecture française in Warschau bekannt gewesen sein dürfte. Die geistreich entworfene Straßenansicht blieb indes zunächst ein Torso – das linke Hofgebäude wurde erst später durch den Architekten Simon Gottlieb Zug (1733–1807) fertiggestellt, nachdem Constance von Lölhöffel 1787 das Palais verkauft hatte. Ihr Mann war bereits 1763 verstorben.

Schematischer Gesamtplan
Straßenfront
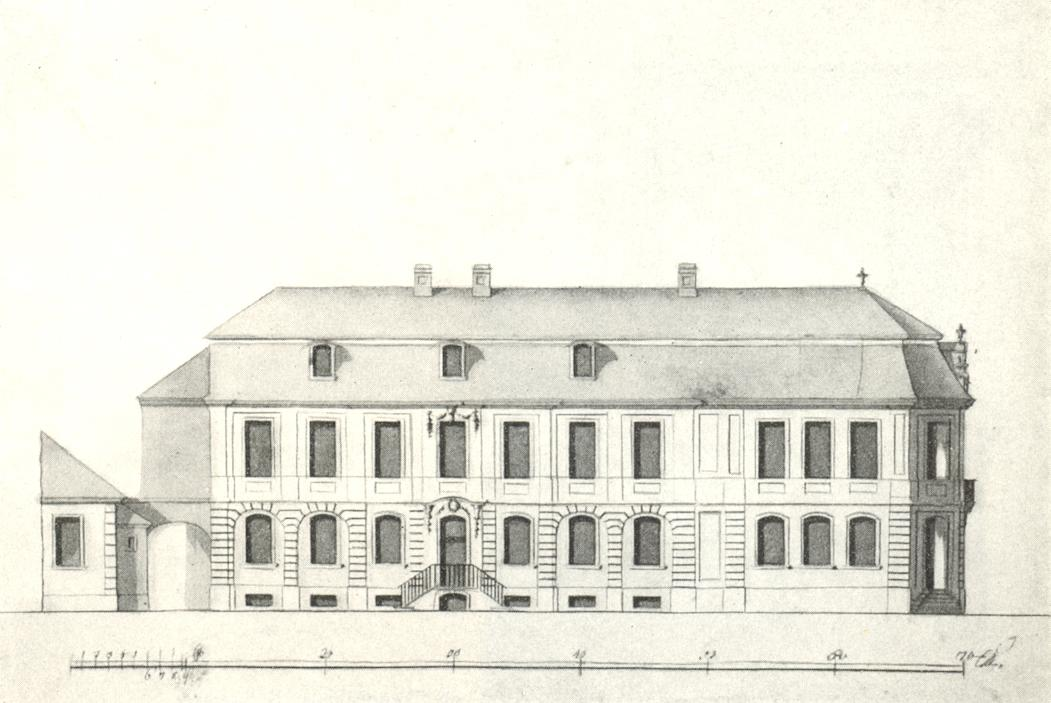
Rechter Flügelbau
Hofportale
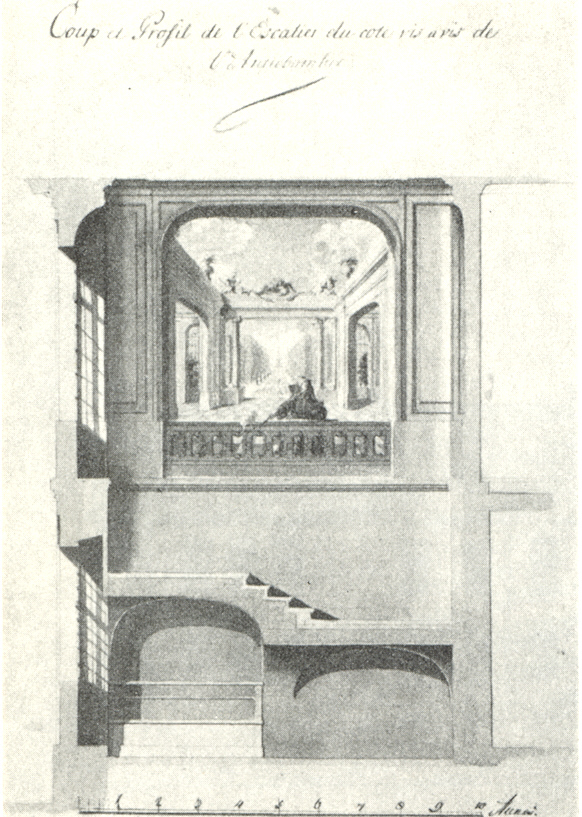
Treppenhaus
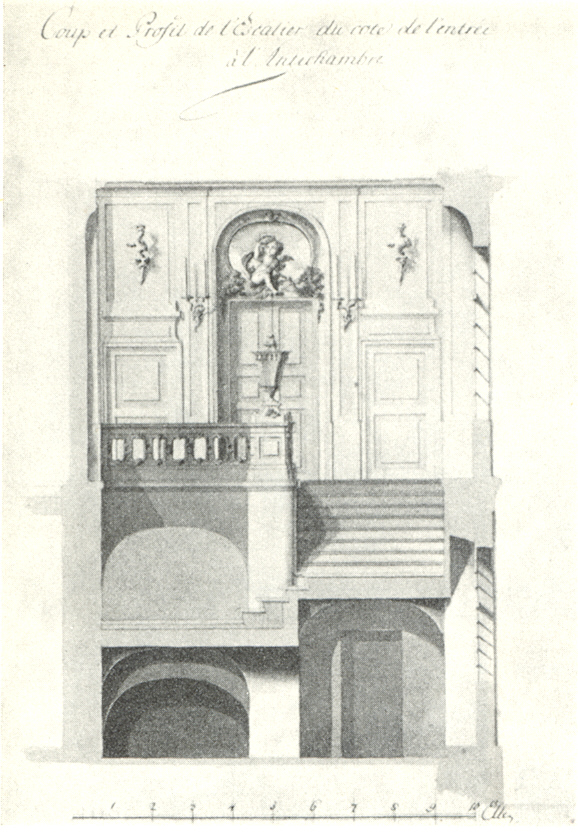
Treppenhaus
Saal

Mit dem ebenfalls von Schröger errichteten Bischöflichen Palais von Skierniewice gibt es zahlreiche stilistische Übereinstimmungen. Diese und ergänzende baugeschichtliche Untersuchungen begründen die Zuschreibung des Palais Lelewel an Ephraim Schröger.„In den Entwürfen für das Palais Lelewel offenbart sich noch im Rahmen des Rokokostils des Sächsischen Bauamtes ein Architekt von hohen Qualitäten, der die schwierige Aufgabe mit großem Geschick meisterte und selbständige Erfindungsgabe spüren ließ. Die Entwürfe sind trotz ihres durch die Entstehungszeit bedingten anderen Stilcharakters durchaus der späteren bedeutenden Leistungen Schrögers würdig.“
Das Palais Lelewel ist architekturgeschichtlich interessant für die Einflüsse in Schrögers Werk, die er im Sächsischen Bauamt erhalten hat und aus denen er sich später neben Zug zum bedeutendsten frühklassizistischen Architekten Polens entwickelte.

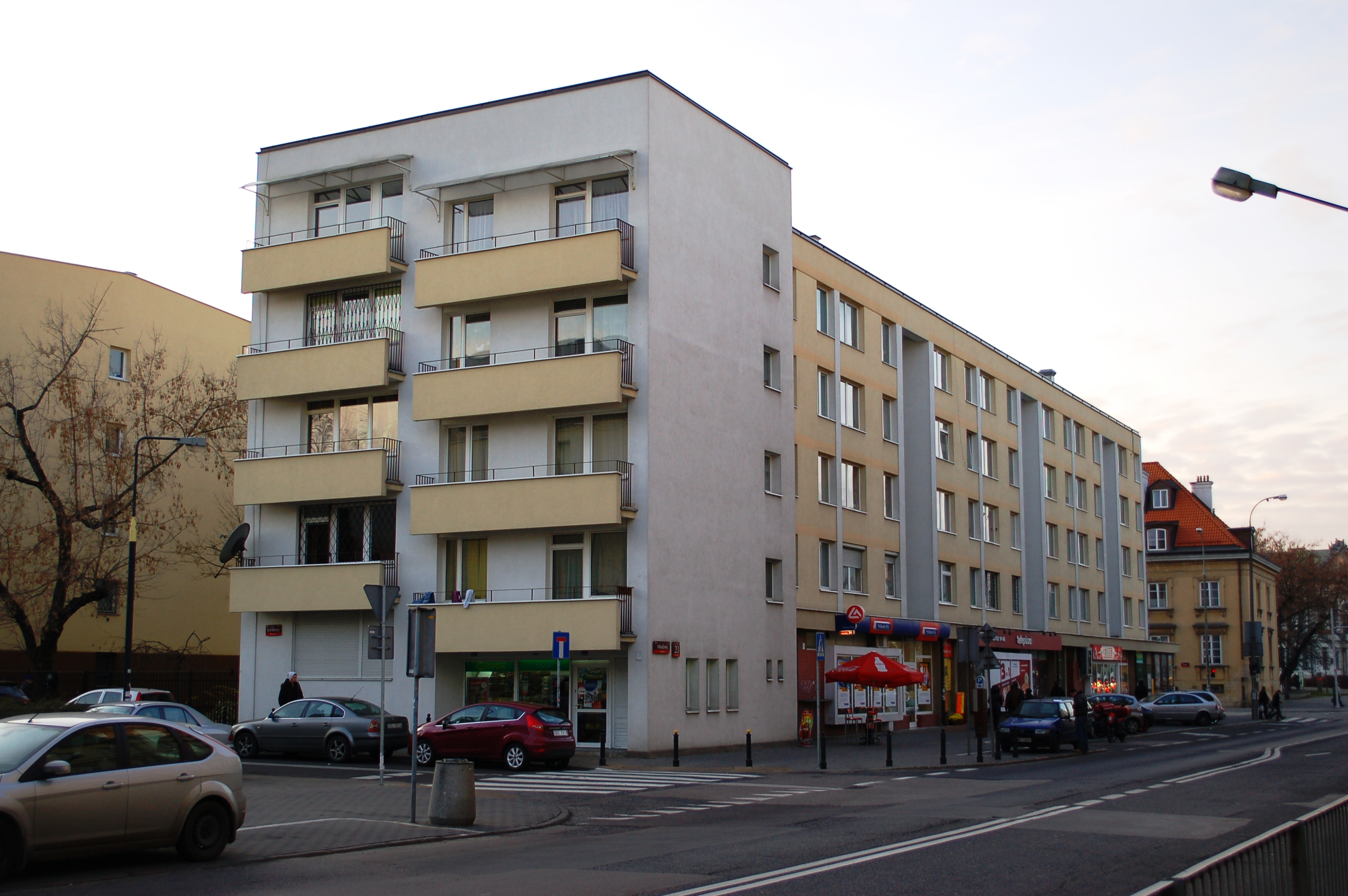
Nach dem Zweiten Weltkrieg errichteter Neubau (Ulica Miodowa 13)

## Umbau und Zerstörung
1787 erwarb der wohlhabende Kaufmann Henryk Jarzewicz das Palais von Constance von Lölhöffel. Er ließ die Gebäudegruppe nach Szregers Plänen von Simon Bogumil Zug vervollständigen. Dabei wurde sie im neoklassizistischen Stil umgestaltet. 1850 bis 1851 wurden die einzelnen Gebäudeteile für die Familie Lesser grundlegend umgebaut und miteinander baulich verbunden. Dabei wurde der Bau des Wojwoden Szembek niedergelegt. Im Zweiten Weltkrieg wurden die Bauten zerstört.

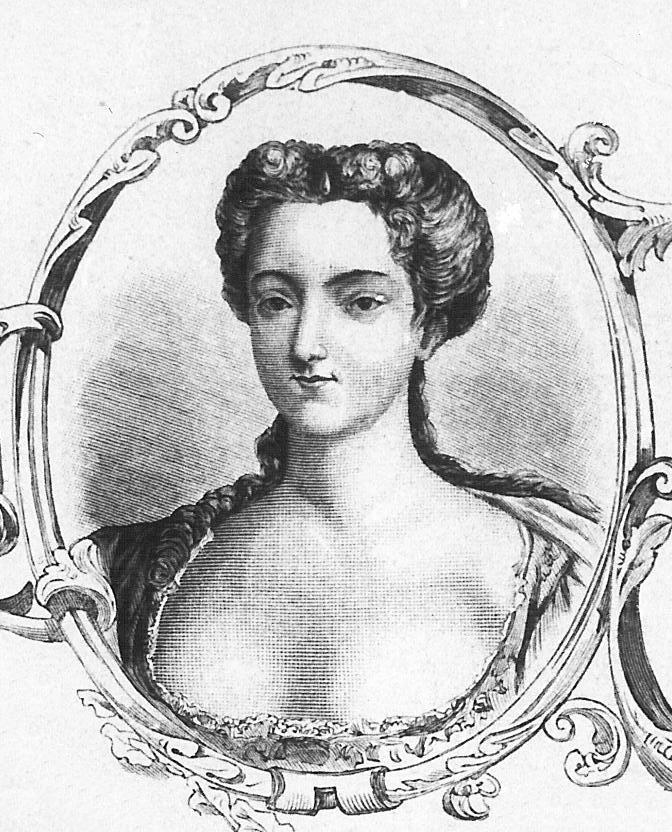
Constance Lelewel geb. Jauch (1722–1802)

## Bauherrin
Constance Jauch (1722–1802) heiratete 1741 in Warschau den Königlich-Polnischen Hofrat und Leibarzt des Königs August III., Heinrich Lölhöffel von Löwensprung (1705–1763). Sie war die Tochter von Joachim Daniel von Jauch (1688–1754), der als Kurfürstlich-Sächsischer Generalmajor, Königlich-Polnischer Oberst und Direktor des Sächsischen Bauamtes in Warschau eine beträchtliches Vermögen angesammelt und seiner einzigen Tochter vererbt hatte.